# Механошин Олександр Михайлович
Олександр Михайлович Механошин (нар. 14 липня 1971) — радянський та український футболіст, виступав на позиції захисника та півзахисника.

## Життєпис

### Радянський період
Народився в Нікополі, вихованець місцевої ДЮСШОР «Колос». Дорослу футбольну кар'єру розпочав у 1988 році в першій команді «Колоса», за який дебютував 3 серпня в нічийному (1:1) домашньому поєдинку 23-о туру Першої ліги чемпіонату СРСР проти кемеровського «Кузбасу». Олександр вийшов на поле на 59-й хвилині, замінивши Олександра Зеленкова. У нікопольському колективі провів два сезони, за цей час у чемпіонатах СРСР зіграв 40 матчів, ще 3 поєдинки провів у кубку СРСР.
У 1990 році був призваний на військову службу, яку проходив у клубі СКА (Київ). У команді відіграв два сезони, за цей час у Другій нижчій лізі провів 76 поєдинків.

### Повернення в «Металург» та виступи в «Ниві»
По завершенні військової служби повернувся до рідного Нікополя. На той час СРСР припинив своє існування, а нікопольський «Колос» змінив свою назву на «Металург» та отримав право взяти участь в першому розіграші Першої ліги чемпіонату незалежної України. Проте спочатку, 16 лютого 1992 року, Механошин дебютував у 1/32 фіналу першого розіграшу кубку України проти житомирського «Полісся». Вихованець нікопольського футболу вийшов у стартовому складі та відіграв увесь матч, який завершився перемогою житомирян (2:1). Дебютував у Першій лізі чемпіонату України 14 березня 1992 року в переможному (3:0) домашньому поєдинку 1-о туру підгрупи 2 проти полтавської «Ворскли». Олександр вийшов на поле в стартовому складі та відіграв увесь матч, а на 44-й хвилині відзначився дебютним голом за нікопольців. У команді відіграв два сезони, за цей час у Першій лізі зіграв 64 матчі та відзначився 4-а голами, ще 3 матчі відіграв у кубку України.
Напередодні початку сезону 1993/94 років перейшов у вінницькій «Ниві». Дебютував у Вищій лізі українського чемпіонату 8 серпня 1993 року в поєдинку 1-о туру проти запорізького «Торпедо». Механошин вийшов на поле в стартовому складі та відіграв увесь матч. У «Ниві» відіграв півтора сезони, за цей час у Вищій лізі зіграв 41 матч, ще 4 поєдинки провів у кубку України.

### Третій прихід у «Металург»
На початку листопада 1994 року повернувся до «Металурга». Вперше після повернення вийшов на поле 6 листопада 1994 року в нічийному (1:1) домашньому поєдинку 19-о туру Першої ліги проти кременчуцького «Нафтохіміка». Механошин вийшов на поле в стартовому складі та відіграв увесь матч. Дебютним голом за «металургів» відзначився 9 серпня 1996 року на 38-й хвилині переможного (5:1) домашнього поєдинку 2-о туру Першої ліги проти краснопільського «Явора». Олександр вийшов на поле в стартовому складі, а на 65-й хвилині його замінив Анатолій Попович. У футболці нікопольського колективу був одним з ключових футболістів, за 3 сезони у Першій лізі чемпіонату України зіграв 114 матчів та відзначився 3-а голами, ще 7 поєдинків відіграв у кубку України.

### «Прикарпаття» та «Калуш»
Під час зимової перерви сезону 1997/98 років підсилив «Прикарпаття». Дебютував за івано-франківський клуб 17 березня 1998 року в нічийному (0:0) домашньому поєдинку 16-о туру Вищої ліги проти львівських «Карпат». Механошин вийшов на поле в стартовому складі, на 47-й хвилині отримав жовту картку, а на 78-й хвилині його замінив Віталій Шумський. У складі прикарпаття зіграв 19 матчів у Вищій лізі, ще 3 матчі провів у кубку України. 22 жовтня 1998 року провів єдиний матч у складі друголігового фарм-клубу «прикарпатців», ФК «Калуш».

### «Металург» (Маріуполь)
Під час зимової перерви сезону 1998/99 років переходить до маріупольського «Металурга». Дебютував у футболці маріупольського клубу 7 березня 1999 року в переможному (4:2) домашньому поєдинку 16-о туру Вищої ліги проти львівських «Карпат». Олександр вийшов на поле на 64-й хвилині, замінивши Степана Молокуцька, а на 68-й хвилині отримав жовту картку. Єдиним голом за першу команду маріупольців відзначився 10 квітня 1999 року на 68-й хвилині переможного (2:0) домашнього поєдинку 20-о туру Вищої ліги проти сімферопольської «Таврії». Олександр вийшов на поле на 55-й хвилині, замінивши Ігора Духновського. Протягом 2 сезонів був гравцем основи маріупольського клубу, в сезоні 2001/02 років на поле виходив не часто. У складі «Металурга» у Вищій лізі зіграв 45 матчів та відзначився 1 голом, ще 2 поєдинки провів у кубку України. З 2000 по 2002 рік виступав за другу команду «Металурга» у Другій лізі, де зіграв 11 матчів.

### «Електрометалург-НЗФ» та завершення кар'єри
У 2002 році повернувся в нікопольський «Металург», який на той час вже змінив назву на «Електрометалург-НЗФ». Дебютував за нікопольський колектив 5 квітня 2003 року в переможному (1:0) домашньому поєдинку 16-о туру групи Б Другої ліги проти запорізького «Торпедо». Механошин вийшов на поле в стартовому складі, на 39-й хвилині отримав жовту картку, а на 46-й хвилині його замінив Сергій Луньов. У квітні 2003 року зіграв 2 поєдинки за «Електрометалург-НЗФ», після чого залишив команду.
У 2003 році перейшов до нікопольського аматорського клубу ПК «Дніпровський», кольори якого захищав до 2004 року. Разом з командою виступав у чемпіонаті Дніпропетровської області. Футбольну кар'єру закінчив по завершенні сезону 2004 року.